# José Caro
José Antonio Caro Martínez (ur. 8 marca 1993 w Estepie) – hiszpański piłkarz występujący na pozycji obrońcy w Albacete Balompié.